# Wilhelm Willige
Friedrich Wilhelm Willige (* 8. August 1890 in Löbtau; † 21. September 1963 in Wuppertal) war ein deutscher Gymnasiallehrer (Germanist, Altphilologe) und Übersetzer.

## Leben und Wirken
Er war der Sohn des Lehrers Arthur Max Willige und wurde 1915 in Leipzig promoviert. Er war als Lehrer (Studienrat) in Bautzen, Worms und Wuppertal tätig. 
Außer aus dem Griechischen und Lateinischen übersetzte er aus dem Französischen und Mittelhochdeutschen. Er übersetzte unter anderem Jean Racine, Ovid (Briefe aus der Verbannung), Tibull, Properz und Sophokles (Dramen).
Sein Teilnachlass (darunter Gedichte) befindet sich im Heinrich-Heine-Institut in Düsseldorf.

## Schriften
- Klassische Gestaltung und romantischer Einfluß in den Dramen Heinrichs von Kleist. Winter, Heidelberg 1915 (= Dissertation).
- Der Kämpfer des Geistes. Gotthold Lessings Erdengang in 2 Büchern, Buch 1: Angriff. Klotz, Zittau 1928 (mehr nicht erschienen).
- Lessing: Ein Leben im Kampf für den deutschen Geist. Heimatwerk Sachsen, Dresden 1938; 2. Auflage unter dem Titel Lessing, der Lebenskampf eines Bahnbrechers. Deutscher Literaturverlag, Hamburg 1947.
- Goethe. Umrisse seiner geistigen Gestalt. Böhlau, Weimar 1932; 2. Auflage Deutscher Literaturverlag, Hamburg 1948.
- Vom Übersetzen fremder, insbesondere antiker Dichtung. In: Gymnasium Band 64, 1957, S. 445–446.

Übersetzungen
- Ewige Geburt. Deutsche Reden und Schriften, in unser Deutsch übertragen und mit Erläuterungen versehen von Wilhelm Willige. Verlag Dr. Moninger, Greifswald 1922; Bertelsmann 1948
- Schau und Werk. Aussprüche des Meisters Eckhart. Greifenverlag, Rudolstadt 1923
- Die Liebeslieder des Wolfram von Eschenbach, neu herausgegeben und ins Neuhochdeutsche übersetzt von Wilhelm Willige, Scherenschnitte von Margarete Willige-Ulbricht. Der Innere Kreis Verlag, Elgersburg in Thüringen 1923
- Walther von der Vogelweide: Minnelieder. W. Klotz, Zittau 1927
- Sophokles: Antigone. Zittau 1927, Stuttgart 1948
- Blaise Pascal: Gedanken über Gott und die Menschen. Insel 1944, 1960
- Jean Racine: Hymnen und Geistliche Gesänge. 1948
- Properz: Elegien (Sammlung Tusculum). Heimeran Verlag, München 1950
- Jean Racine: Dramatische Dichtungen. 2 Bände, Luchterhand 1956
- Francois de la Rochfoucault: Betrachtungen oder Moralische Sentenzen und Maximen. Übersetzung mit Fritz Adler, Insel 1958
- Tibull und sein Kreis (Sammlung Tusculum). Heimeran Verlag, München, 2. Auflage 1960
- Ovid: Briefe aus der Verbannung (Bibliothek der Alten Welt). Artemis 1963
- Sophokles: Tragödien und Fragmente (Sammlung Tusculum). Heimeran Verlag, München 1966 (überarbeitet von Karl Bayer)